# 3. december
3. december er dag 337 i året i den gregorianske kalender (dag 338 i skudår). Der er 28 dage tilbage af året.
Svends dag. En ukendt helgen.

### Begivenheder
Født - Dødsfald
- 1818 - Illinois bliver den 21. delstat i USA.
- 1868 - William Ewart Gladstone bliver for første gang engelsk premierminister. Han genvælges yderligere tre gange.
- 1873 - Verdens hidtil tungeste træskib på 8.662 tons – det 101,7 meter lange Richelieu – søsættes i Toulon i Frankrig.
- 1886 - Verdens længste lejemål indgås i Irland, hvor et område til losseplads udlejes i 10 millioner år. Fornyelsen skal altså ske senest i år 10.001.886. Den slags lange lejemål er ikke ualmindelige i Irland.
- 1904 - Charles Dillon Perrine opdager Jupiter-månen Himalia.
- 1912 - Bulgarien, Grækenland, Montenegro og Serbien underskriver en våbenhvileaftale med Tyrkiet, hvilket markerer afslutningen på den første Balkankrig.
- 1944 - Den græske borgerkrig bryder ud i det nyligt befriede Grækenland mellem græske royalister og kommunistiske guerillaer.
- 1944   - Frank Sinatra indspiller i Columbia Records studier sangen ”Old Man River”.
- 1955 - Elvis Presleys første pladeudgivelse på hans nye pladeselskab RCA kommer på gaden denne dag. Det er singlen ”Mystery Train” / ”I Forgot to Remember to Forget”.
- 1967 - For første gang foretages en hjertetransplantation på et menneske. Den bliver foretaget af den sydafrikanske læge Christian Barnard og et hold på 30 personer på Groote Schuur Hospital i Cape Town, Sydafrika. Patienten, den 55-årige diabetiker Louis Washkansky, lever i 18 døgn, hvorefter han dør af lungebetændelse.
- 1971 - Vestpakistanske fly angriber flybaser og radarstationer i den vestlige del af Indien under Operation Djengis Khan, hvilket udløser den tredje indisk-pakistanske krig
- 1973 - Pioneer 10 sender de første billeder tilbage til Jorden af planeten Jupiter.
- 1979 - Ved en The Who-koncert i Cincinnati i USA bliver 11 tilskuere trampet ihjel, da der opstår panik blandt mængden.
- 1984 - Ved Bhopalulykken slipper giftgas ud fra et industrianlæg og op imod 25.000 mennesker omkommer.
- 1989 - Die Wende: Alle medlemmer af Centralkommiteen og politbureauet i DDR's kommunistparti SED træder tilbage.
- 1992 - Skibsreder Henrik Johansen og direktør Ole B. Hansen idømmes 40 dages hæfte, mens kaptajn Hugo Larsen idømmes 60 dages hæfte for skibskatastrofen med Scandinavian Star, hvor 158 mennesker omkom i en brand i april 1990.
- 1992 - Den græske olietanker Aegean Sea med 80.000 tons råolie grundstøder ud for La Coruña i Nordspanien og knækker i to dele. Det er den værste økologiske katastrofe i flere år.
- 1999 - Danmark rammes af århundredets værste orkan. 6 mennesker omkommmer på orkannatten. En syvende dør et par dage senere som følge af skader pådraget under orkanen. Orkanen anretter skader for anslået op mod 3 milliarder kroner.

### Født
- 1368 - Karl 6., fransk konge (død 1422).
- 1684 - Ludvig Holberg, dansk-norsk komedieforfatter (død 1754).
- 1812 - Kristen Rovsing, dansk skolemand og politiker (død 1889).
- 1843 - Franz Neruda, tjekkisk/dansk komponist og kapelmester (død 1915).
- 1857 - Joseph Conrad, polsk-engelsk forfatter (død 1924).
- 1864 - Ludvig Holstein, dansk forfatter og filosof (død 1943).
- 1874 - Pedro Poveda, spansk præst, martyr og grundlægger (død 1936).
- 1883 - Anton Webern, østrigsk komponist (død 1945).
- 1892 - Christian Nøkkentved, dansk bygningsinspektør og professor (død 1945).
- 1911 - Nino Rota, italiensk komponist (død 1979).
- 1918 - Poul Molich, dansk bådebygger og skibsingeniør (død 2006)
- 1922 - Sven Nykvist, svensk filmfotograf (død 2006).
- 1923 - Dede Allen, amerikansk filmklipper (død 2010).
- 1925 - Erik Mørk, dansk skuespiller (død 1993).
- 1925 - Troels Dahlerup, var en dansk historiker og professor (død 2006).
- 1925 - Kim Dae-jung, sydkoreansk præsident  (død 2009).
- 1930 - Andy Williams, amerikansk sanger og entertainer (død 2012).
- 1930 - Jean-Luc Godard, fransk filminstruktør (død 2022)
- 1937 - Søren Krarup, dansk præst, folketingsmedlem for Dansk Folkeparti (død 2023).
- 1937 - Ole Henrik Laub, dansk forfatter (død 2019).
- 1940 - Palle Jacobsen, dansk balletdanser (død 2009).
- 1945 - Hans Hækkerup, tidligere dansk forsvarsminister (død 2013).
- 1948 - Ozzy Osbourne, britisk sanger.
- 1948 - Ove Joensen, færøsk eventyrer (død 1987).
- 1952 - Mel Smith, engelsk komiker (død 2013).
- 1953 - Franz Klammer, østrigsk skiløber.
- 1960 - Daryl Hannah, amerikansk skuespillerinde.
- 1960 - Julianne Moore, amerikansk skuespillerinde.
- 1963 - Jan Gintberg, dansk komiker.
- 1965 - Katarina Witt, tysk skøjteløber.
- 1966 - Flemming Povlsen, dansk fodboldspiller og -træner.
- 1968 - Carsten Leth Schmidt, dansk politiker og formand for Slesvigsk Parti.
- 1973 - Holly Marie Combs, amerikansk skuespillerinde
- 1977 - Pernille Vermund, Dansk folketingsmedlem og formand for Nye Borgerlige.
- 1979 - Sonny Lahey, dansk tegnefilmsdubber og dialoginstruktør.
- 1979 - Daniel Bedingfield, engelsk sanger.
- 1981 - David Villa, spansk fodboldspiller
- 2005 - Sverre Magnus, norsk prins.

### Dødsfald
- 860 - Abbo af Auxerre, fransk biskop.
- 1839 - Frederik 6., dansk konge (født 1768).
- 1894 - Robert Louis Stevenson, skotsk forfatter (født 1850).
- 1919 - Pierre-Auguste Renoir, fransk maler (født 1841).
- 1941 - Christian Sinding, norsk komponist (født 1856).
- 1992 - Vilhem Hansen, dansk tegner og illustrator (født 1900).
- 1999 - Madeline Kahn, amerikansk skuespillerinde (født 1942).
- 2002 - Glenn Quinn, irsk skuespiller (født 1970).
- 2010 - Kirsten Jacobsen, dansk politiker (født 1942).
- 2015 - Scott Weiland, amerikansk musiker (født 1967).

|  | Denne datoartikel kan blive bedre, hvis der indsættes et (bedre) billede Du kan hjælpe ved at afsøge Wikimedia Commons for et passende billede eller uploade et godt billede til Wikimedia Commons iht. de tilladte licenser og indsætte det i artiklen. |